# ジェイ・ウーソ
ジェイ・ウーソ（Jey Uso、1985年8月22日 - ）は、アメリカ合衆国のプロレスラー。カリフォルニア州サンフランシスコ出身。WWE所属。
本名はジョシュア・サミュエル・ファトゥ（Joshua Samuel Fatu）。父はリキシのリングネームで有名なソロファ・ファトゥ。双子の兄はWWEで共に活動しているジミー・ウーソ。

## 来歴
2007年、wXwにて双子の兄のジョナサン・ファトゥと共にプロレスラーとしてデビュー。
2009年、ジョナサンと共にWWEとディペロップメント契約。傘下団体のFCWにてジュレス・ウーソ（Jules Uso）のリングネームでデビュー。ジミー・ウーソことジョナサンとのタッグチーム、ウーソズ（The Usos）を結成し、デビュー早々トップの前線に立つ活躍を見せ、デューク・ロトンド&ボー・ロトンドと兄弟タッグ同士の抗争をした。2010年3月にはタミーナをマネージャーに加え、同じく二世レスラーのチームであるジョー・ヘニング&ブレット・デビアスからFCWフロリダタッグチーム王座を奪取した。
5月、WWEに昇格。24日のRAWでの放送においてリングネームをジェイ・ウーソ（Jey Uso）に変更し、ヒールとして登場。WWEタッグ王座を保持しているハート・ダイナスティを襲撃し、抗争を開始。RAWにおいてのノンタイトルマッチではハート・ダイナスティから勝利を奪うも、PPVであるオーバー・ザ・リミットでのタイトルマッチでは敗戦。ナイト・オブ・チャンピオンズでターモイルマッチによるタイトルマッチに再び挑戦。第一試合目からハート・ダイナスティと当たり、勝利。第二試合目のサンティーノ・マレラ&ウラジミール・コズロフにも勝利を収めるが、第三試合目のマーク・ヘンリー&エヴァン・ボーンに敗れたため、王座を奪取することができずに抗争は終了となった。
2011年4月末の追加ドラフトにて、兄のジミー・ウーソと共にスマックダウンへの移籍が決定。それでも出番はあまりなかったが、NXTにてカート・ホーキンスやタイラー・レックス等のヒールと戦いベビーターン。
2019年2月17日、Elimination Chamber 2019でWWE・スマックダウンタッグ王者チームのザ・ミズ & シェイン・マクマホンに挑戦。ジミーとミズのフォールの取り合いになりミズからスカル・クラッシング・フィナーレを喰らうも切り返してフォールを奪い勝利。王座を戴冠した。
2024年4月、レッスルマニア40では実の兄ジミー・ウーソとの兄弟対決となったが、ジェイがピンフォール勝ちした。
2024年11月、サバイバー・シリーズのメインイベントのウォーゲーム戦でローマン・レインズらと組みソロ・シコア組に勝利した。
2025年2月1日、ロイヤルランブル戦で最後にジョン・シナを脱落させ初優勝した。これによりレッスルマニア41での王座挑戦権を獲得する。
同年4月19日、レッスルマニア41にてグンターを破り、世界ヘビー級王座を戴冠した。
2025年6月のマネー・イン・ザ・バンクでコーディ・ローデスと組み、ローガン・ポール、ジョン・シナを撃破。

## その他
- プロレス界を代表するレスリング・ファミリーであるアノアイ・ファミリーの一員。
- FCWでは短期間ながらドニー・マーロウが加わり、サモアン・ソルジャーズ（The Samoan Soldiers）というユニットを結成していた。

## 獲得タイトル
FCW
- FCWフロリダタッグチーム王座：1回

w / ジミー・ウーソ
WWE
- 世界ヘビー級王座：1回
- WWE IC王座：1回
- WWEロウ・タッグチーム王座：4回

w / ジミー・ウーソ × 3
w / コーディ・ローデス

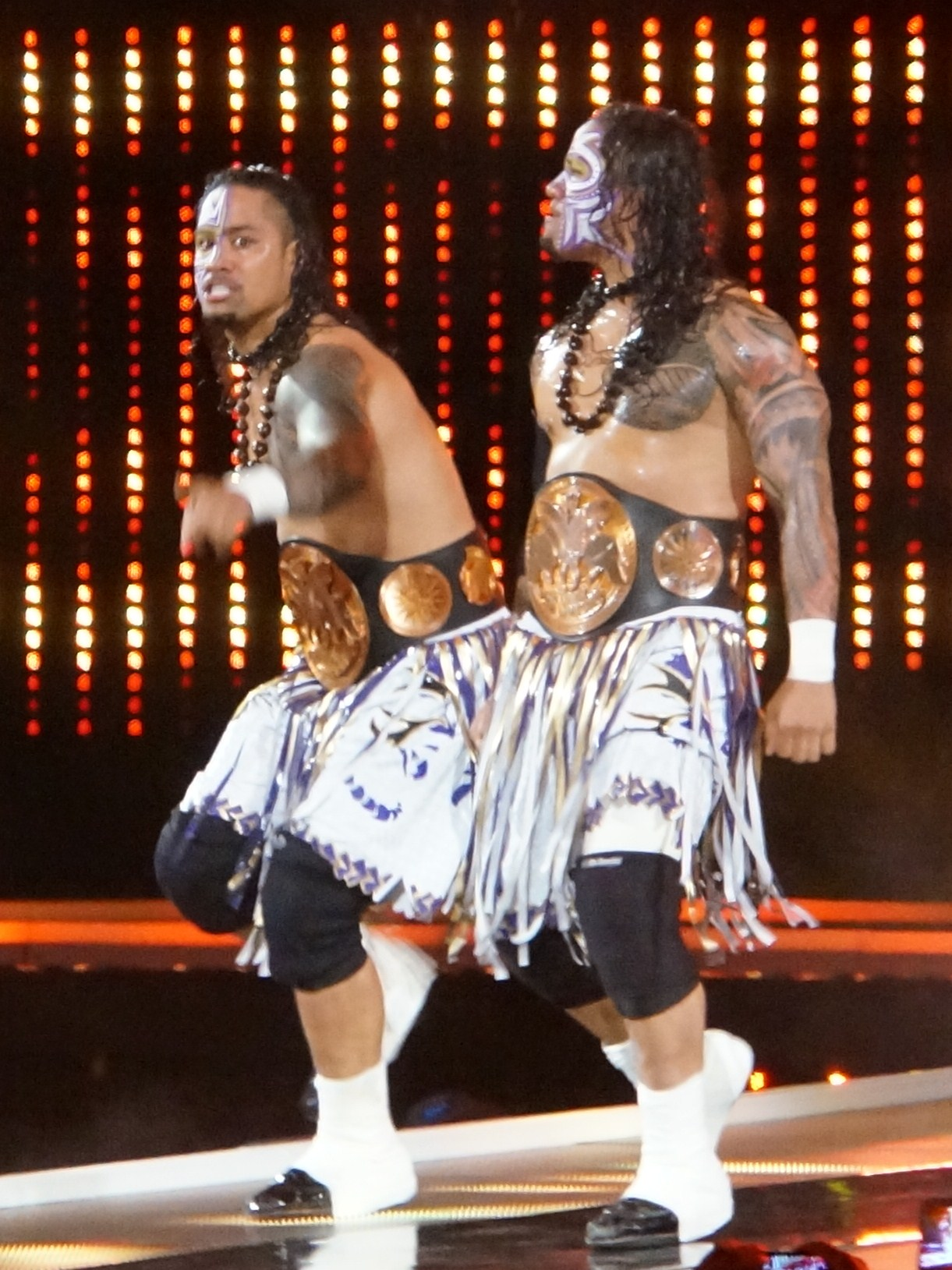
WWEタッグ王座

- WWEスマックダウン・タッグチーム王座：6回

w / ジミー・ウーソ × 5
w / コーディ・ローデス
- アンドレ・ザ・ジャイアント・メモリアル・バドロイヤル：2021年優勝

## 入場曲
- Never Make It Without You
- Get Up
- Aiga
- So Close Now
- Done With That
- Done With That (Remix)
- Main Event Ish - 現在使用中